# 坂東節
「坂東節」（ばんどうぶし）は、1976年にリリースされた三橋美智也のシングル。

## 解説
同年に放映されたNHK大河ドラマ「風と雲と虹と」の主人公・平将門を詠っている。両面振り付き。

## 収録曲
1. 坂東節
  - 作詞:横井弘／作曲:吉田矢健治／編曲:小町昭
2. 恋あらし
  - 作詞:横井弘／作曲:吉田矢健治／編曲:小町昭

| スタブアイコン | サブスタブ | この項目は、まだ閲覧者の調べものの参照としては役立たない、シングルに関連した書きかけの項目です。この項目を加筆・訂正などしてくださる協力者を求めています（P:音楽/PJ:楽曲）。 |